# حركة رقصية نصفية
الحركة الرقصية النصفية أو الزفن الشقّي، (بالإنجليزية: Hemiballismus)‏، متلازمة عقد قاعدية تنتج عن أذية في نواة أسفل المهاد في العقد القاعدية. تعد الحركة الرقصية النصفية اضطراب فرط حركية نادر، يتميز بحركات عنيفة لاإرادية في الأطراف، على جانب واحد من الجسم، وقد تسبب إعاقة كبيرة. يصيب الزفن جانبي الجسم ويعد أكثر ندرة. قد تتراجع الأعراض أثناء النوم.
تختلف الحركة الرقصية النصفية عن الرقاص في أن الحركات تحدث في الأطراف الدانية في حين تتركز الحركات في الرقاص في الأطراف القاصية. يُلاحظ أيضًا أن حركات الرقاص تكون أشبه بالرقص، وتسير من منطقة إلى أخرى.

## التظاهر
عرف مايرز الحركات الرقصية في عام 1968 على أنها «حركات لا إرادية متكررة، ولكن متفاوتة باستمرار، تشمل مساحة كبيرة من الأجزاء الدانية للأطراف. يعد هذا النشاط متواصلًا وغالبًا ما تكون الحركات معقدة ومركبة». تتميز الحركة الرقصية النصفية عادة بحركات رمي لا إرادية في النهايات. تكون الحركات عنيفة أغلب الأحيان وذات سعة كبيرة. تكون مستمرة وعشوائية وقد تشمل العضلات الدانية أو القاصية على جانب واحد من الجسم. قد تشمل بعض الحالات حتى عضلات الوجه. من الشائع أن تتحرك الذراعان والساقان معًا. كلما زاد نشاط المريض، زادت الحركات. تخف الحركات مع الراحة. يمكن للأطباء قياس شدة الاضطراب عن طريق جعل المريض يؤدي سلسلة من المهام الأساسية المحددة مسبقًا وإحصاء الحركات الرقصية النصفية خلال جلسة زمنية محددة. يقيم الأطباء المريض بعد ذلك على مقياس الشدة. يمنح هذا المقياس العلماء والأطباء طريقة لمقارنة المرضى وتحديد نطاق الاضطراب.[بحاجة لمصدر]
يعني اسم الحركات النصفية الرقصية حرفيًا «نصف القذفية»، في إشارة إلى حركات الضرب العنيفة التي لوحظت على جانب واحد من الجسم.

## الأسباب
عند تحري أسباب الحركة الرقصية النصفية، من الضروري تذكر أن المرض نادر جدًا. تنتج الحركة الرقصية النصفية عن الأسباب الواردة في القائمة التالية، ولا تعني إصابة المريض بأحد هذه الاضطرابات أنه سيعاني من الحركة الرقصية النصفية بالضرورة.

### السكتة الدماغية
تحدث الحركة الرقصية النصفية نتيجة السكتة الدماغية في 0.45 من الحالات من أصل مئة ألف ضحية للسكتة. حتى بهذه النسبة الضئيلة، تعد السكتة حتى الآن السبب الأكثر شيوعًا للحركة الرقصية النصفية. تتسبب السكتة في موت الأنسجة نتيجة نقص الأوكسجين الناتج عن التروية الدموية المعيبة. في العقد القاعدية، قد يتسبب هذا الأمر في موت الأنسجة التي تساعد في التحكم بالحركة. نتيجة لذلك، يبقى الدماغ بأنسجة تالفة ويرسل إشارات تالفة إلى العضلات الهيكلية في الجسم. تتجلى النتيجة عادة في إصابة المريض بالحركة الرقصية النصفية.

### إصابة الدماغ الرضية
قد تحدث الحركة الرقصية النصفية أيضًا بسبب إصابة الدماغ الرضية. سُجلت حالات طور فيها ضحايا الاعتداء أو أشكال العنف الأخرى حركة رقصية نصفية. خلال أعمال العنف هذه، أصيب دماغ الضحية بالأذى وتطورت لديه الحركات الرقصية النصفية.

### التصلب الجانبي الضموري
يتسبب هذا المرض في فقدان الخلايا العصبية والفساد الدبقي، والذي يمكن أن يشمل النواة تحت المهاد ومناطق أخرى من الدماغ. في الأساس، يتمتع أي اضطراب يسبب شكلًا من أشكال فقدان الخلايا العصبية أو الفساد الدبقي في العقد القاعدية بالقدرة على التسبب في حدوث الحركة الرقصية النصفية.

### ارتفاع سكر الدم غير الكيتوني
قد تتطور الحركة الرقصية النصفية لدى مرضى ارتفاع سكر الدم غير الكيتوني كاختلاط للمرض عبر حدوث آفة في نواة تحت المهاد. يعد السبب الثاني الأكثر شيوعًا للحركة الرقصية النصفية. يُلاحظ المرض أساسًا لدى كبار السن وعادت أصول العديد من الحالات التي أُبلغ عنها إلى شرق آسيا، ما يشير إلى احتمال وجود استعداد وراثي لتطور الحركة الرقصية النصفية نتيجة ارتفاع سكر الدم. تظهر الحركات الرقصية النصفية حين ترتفع مستويات الغلوكوز في الدم ارتفاعًا كبيرًا وتتراجع الحركات بمجرد عودة مستويات الغلوكوز إلى وضعها الطبيعي. يمتد النطاق الزمني لهذا الأمر عادة عدة ساعات. في المرضى المصابين بهذا النوع من الحركة الرقصية النصفية، يكشف التصوير عن وجود شذوذ في البطامة في الجانب المقابل لجهة الحركات وكذلك في الكرة الشاحبة والنواة الذنبية.

### الأورام
الورم هو نمو غير طبيعي للخلايا. أظهرت بعض الحالات أن نشوء الأورام في مكان ما في العقد القاعدية قد يؤدي إلى الإصابة بالحركة الرقصية النصفية.

### التشوهات الوعائية
يمكن أن تسبب التشوهات الوعائية شذوذًا في تدفق الدم إلى مناطق الدماغ. إذا وصلت كمية قليلة جدًا من الدم إلى العقد القاعدية، قد تحدث سكتة دماغية.
الأورام السلية
يعد الورم السلي شكلًا آخر من أشكال الورم الذي يمكن أن يحدث في الدماغ نتيجة عدوى التهاب السحايا السلي. قد يتسبب هذا النوع من الورم أيضًا في أذية أجزاء من العقد القاعدية، ما يؤدي أحيانًا إلى الإصابة بالحركة الرقصية النصفية.

### لويحات زوال الميالين
تهاجم لويحات زوال الميالين أغلفة الميالين الموجودة على الخلايا العصبية. يبطئ ذلك سرعة توصيل الخلايا العصبية، ما يجعل الإشارات التي تتلقاها العقد القاعدية مشوهة وغير كاملة. قد تتسبب هذه الإشارة غير المنظمة أيضًا في الحركات الفوضوية التي تميز الحركة الرقصية النصفية.

### مضاعفات عدوى العوز المناعي البشري
يعاني مرضى العوز المناعي البشري من مضاعفات تظهر مع الإيدز. من المعروف أن نقص سكر الدم الناجم عن استخدام البنتاميدين لدى مرضى الإيدز يسبب الحركة النصفية الرقصية. لدى بعض المرضى، قد تكون الحركات الرقصية النصفية العَرَض المرئي الوحيد لتنبيه الطبيب إلى أن المرضى قد يكونون مصابين بالإيدز. تكون الحركات ناتجة عن عدوى ثانوية تحدث بسبب ضعف الجهاز المناعي، وتتمثل العدوى المسببة للحركات الرقصية الأكثر شيوعًا في داء المقوسات الدماغي. تُشاهد معظم الآفات الناتجة عن هذه العدوى في العقد القاعدية. ما لم يحدث خطأ في التشخيص، يمكن علاج هذا النوع من الحركة الرقصية النصفية كما لو كان المرضى غير مصابين بالعوز المناعي البشري.